# Извору-Мунтелуй
Изво́ру-Му́нтелуй (Изворул-Мунтелуй, рум. Izvoru Muntelui) или Бика́з (рум. Bicaz) — водохранилище в жудеце Нямц на северо-востоке Румынии. Располагается в среднем течении Бистрицы, правого притока Сирета в бассейне Дуная. Образовалось при строительстве в 1951—1961 гг ГЭС Биказ-Стежару (ГЭС имени В. И. Ленина) — крупнейшей гидроэлектростанции на реке Бистрица. Установленная мощность ГЭС Биказ-Стежару 210 тысяч кВт, годовая выработка электроэнергии — 390 млн кВт⋅ч. Воздвигнутая на реке Бистрица плотина у Извору-Мунтелуй высотой 127 метров образовала водохранилище длиной 35 километров, площадью зеркала 33 тысяч гектаров и емкостью 1,23 млрд кубических метров. Водохранилище питает каскад из 12 ГЭС, расположенных на реке Бистрице ниже Биказа, общая установленная мощность которых составляет 244 тысяч кВт, а годовое производство электроэнергии — 750 млн кВт⋅ч.
Водохранилище играет большую роль в защите земель от наводнений. Водохранилище комплексного назначения и предназначено, прежде всего, для орошения.
Заказник «Озеро Изворул-Мунтелуй» (Rezervaţia acvatică Lacul Izvorul Muntelui) создан в 2000 году и является охраняемой природной территорией по категории МСОП IV.